# 渭東ねぎ

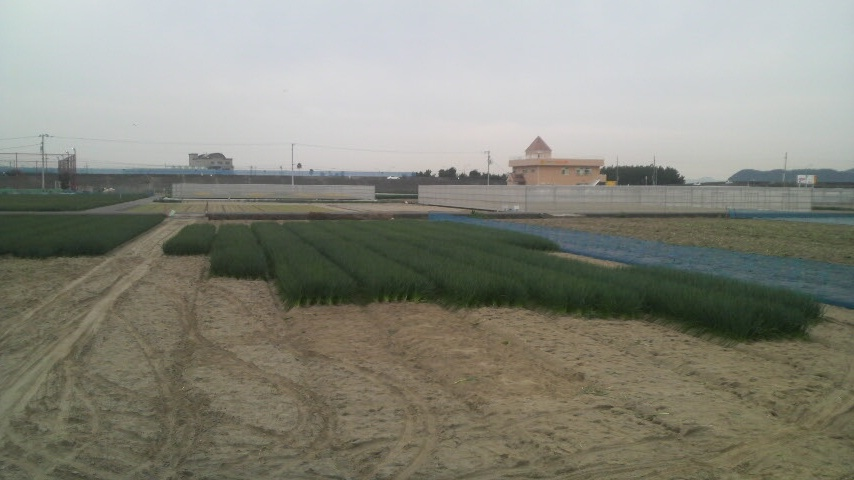
渭東ねぎの畑（沖洲地区）

渭東ねぎ（いとうねぎ）は、徳島県徳島市の渭東地区が中心となって生産されているネギ。

## 概要
渭東ねぎは渭東地区や沖洲地区などで栽培されている青ねぎのことで、主に徳島市内の沖洲や金沢で栽培されている。阪神市場に出荷されており、他県の青ねぎに比べると比較的に高い値で売られている。
1946年（昭和21年）に発生した南海地震によって地盤沈下となった渭東地区の殆どが砂地となり、地震の被害をきっかけに青ねぎの栽培が始まった。その後、本格的に渭東ねぎがブランド化していき、現在では全国的に有名な青ねぎとして知られている。